# تاکاشی یاماموتو (شناگر)
تاکاشی یاماموتو (انگلیسی: Takashi Yamamoto؛ زادهٔ ۲۳ ژوئیهٔ ۱۹۷۸) ورزشکار ورزش شنا اهل ژاپن است.
وی در مسابقات کشوری و بین‌المللی در مجموع برندهٔ ۷ مدال طلا، ۶ مدال نقره، ۶ مدال برنز شده‌است.